# لويس ر. غوتشالك
لويس ر. غوتشالك (بالإنجليزية: Louis R. Gottschalk)‏ هو مؤرخ أمريكي، ولد في 21 فبراير 1899، وتوفي في 23 يونيو 1975.